# Slugathor
Slugathor war eine Death-Metal-Band, die im Jahr 1999 in Espoo gegründet wurde und sich 2009 wieder auflöste.

## Geschichte
Die Band wurde im Jahr 1999 gegründet und bestand aus Gitarrist Tommi, Schlagzeuger Immu, Bassist Tatte und Sänger Nebiros. Zusammen nahmen sie ihre ersten Demos Delicacies of the Cadaver und Fabric of the Multiverse auf und veröffentlichten diese im Jahr 2000. Nach etwa zwei Jahre entschieden sich Tommi und Immu die Besetzung der Band zu verändern. Als neuer Sänger kam Axu hinzu. Kurze Zeit später kamen Gitarrist Antti und Tuoppi als neuer Bassist zur Band. Mit dieser Besetzung nahm die Band im Jahr 2002 ein weiteres Demo auf, das zwei neu aufgenommene, sowie zwei komplett neue Lieder enthielt. Währenddessen zeichneten sie außerdem ein Live-Konzert in Helsinki auf und veröffentlichten es 2003 als Live-Album. Antti verschwand kurzzeitig aus der Besetzung, kam jedoch wieder zurück, um den Bass zu spielen. Dadurch wechselte Tuoppi zur E-Gitarre. Ende 2003 erschien über Agonia Records das Debütalbum Unleashing the Slugathron. Im Jahr 2004 folgte ein weiteres Demo. Im Jahr 2005 verstarb Gitarrist Tuoppi an einer Stichverletzung, sodass Antti wieder zur E-Gitarre wechselte. Als neuer Bassist kam kurzzeitig Jarno zur Band, der jedoch bald schon durch Juuso ersetzt wurde. 2006 folgte außerdem das zweite Album Circle of Death. Danach unterschrieb die Band einen Vertrag bei Drakkar Records. 2006 folgten außerdem Live-Auftritte in Moskau und Oulu. 2009 erschien bei Drakkar Records das dritte Album Echoes from Beneath, ehe sich die Band noch im selben Jahr auflöste.

## Stil
Die Band spielt klassischen Death Metal und ist mit anderen Bands des Genres wie Autopsy, Asphyx und Unleashed vergleichbar.

## Diskografie
- 2000: Delicacies of the Cadaver (Demo, Eigenveröffentlichung)
- 2000: Fabric of the Multiverse (Demo, Eigenveröffentlichung)
- 2002: Promo CD 2002 (Demo, Eigenveröffentlichung)
- 2002: Creation .44 (Split mit Deepred, Snuff Records)
- 2003: Unleashing the Slugathron (Album, Agonia Records)
- 2003: Crush Skulls and Bones (Live-Album, Time Before Time Records)
- 2004: Promo 2004 (Demo, Eigenveröffentlichung)
- 2006: Circle of Death (Album, Time Before Time Records)
- 2006: Slugathor / Age of Agony (Split mit Age of Agony, Terranis Productions)
- 2009: Echoes from Beneath (Album, Drakkar Records)
- 2010: Reviled, Defamed and Spat Upon (Kompilation, Time Before Time Records)